# Герб Бурштина
Герб Бурштина — офіційний символ міста Бурштина Івано-Франківської області, затверджений 22 вересня 2013 р. рішенням №01/34-13 сесії міської ради. Герб є промовистим.
Автор — Андрій Гречило.

## Опис герба
На синьому полі золотий сокіл зі складеними крилами, у срібній главі — синій розширений хрест, обабіч якого по золотому круглому бурштину в червоній оправі. Щит обрамований золотим декоративним картушем i увінчаний срібною міською короною.

## Символіка
Сокіл відображає давні міські традиції Бурштина, оскільки на печатках містечка з XIX ст. є зображення подібного птаха. Два стилізовані бурштини (янтарі) — асоціативний символ назви поселення, втілення руху, тепла й енергії. Хрест означає високу духовність мешканців міста. Синій колір уособлює водойми Бурштинської ТЕС.

## Історія

Герб міста в 2003-2013 роки

На печатках містечка з XIX ст. було зображення сокола.
10 квітня 2003 р. рішенням №01/06-03 сесії міської ради був затверджений новий герб.
На синьому полі золота крапля бурштину, від якої по колу відходять три срібні блискавки та дванадцять золотих променів. Щит обрамований декоративним картушем i увінчаний срібною міською короною.
Крапля бурштину є називним символом. Блискавки й промені означають основну промислову галузь міста - енергетику. Синій колір уособлював водойми Бурштинської ТЕС.